# Lithothamniaceae
Lithothamniaceae, nekadašnja porodica crvenih algi, dio reda Corallinales. Sastojala se od dva tribusa, svaki s jednim rodom i preko 100 vrsta
Njezini rodovi uključeni su u porodicu Hapalidiaceae.

## Tribusi
- Lithothamnieae Foslie
- Phymatolitheae Adey & H.W.Johansen